# Stora Herrestads distrikt
Stora Herrestads distrikt är ett distrikt i Ystads kommun och Skåne län. 
Distriktet ligger nordost om Ystad. 

## Tidigare administrativ tillhörighet
Distriktet inrättades 2016 och utgörs av socknen Stora Herrestad i Ystads kommun.
Området motsvarar den omfattning Stora Herrestads församling hade 1999/2000.